# Amore (album)
Pour les articles homonymes, voir Amore.
Amore est le premier et unique album studio d'Alessandra Mussolini, publié uniquement au Japon en 1982 par le label Alfa Records, et produit par Miki Curtis.

## Description
En 1982, Mussolini et sa mère se sont rendues au Japon. Lorsqu'on lui a demandé si sa fille pouvait chanter pour une publicité, la mère de Mussolini a répondu par l'affirmative, même si Mussolini n'avait jamais chanté auparavant. Mussolini se souvient que « lorsque j'ai chanté au Japon, Cristiano Malgioglio (auteur de certaines de ses chansons sur l'album) m'a sauvée. » L'album a été diffusé en Italie pour la première fois dans une émission de Canale 5 en 1996. Sur l'album, Mussolini chante en italien, en anglais et en japonais. Trois titres de l'album ont été écrits par Cristiano Malgioglio : Insieme insieme, E stasera mi manchi et L'Ultima notte d'amore.
Avant que la musique ne soit plus largement disponible sur le web, rendant ainsi les titres plus accessibles, italien : Amore était très recherché par les collectionneurs, à la fois pour la nature « spéciale » de l'artiste et pour sa rareté : en 2000, l'album a été vendu à Londres pour 10 millions de lires.
En mars 2021, invitée à l'émission Live - Non è la d'Urso, Alessandra Mussolini revient chanter la chanson Tokyo Fantasy après presque trente ans.

## Liste des titres
Face 1 :
1. Tokyo Fantasy - 3:42
2. Carta vincente - 3:53
3. Amai Kiouku (甘い記憶?) - 4:50
4. Insieme insieme - 4:00

Face 2 :
1. Love Is Love - 4:01
2. E stasera mi manchi - 3:34
3. Tears - 3:54
4. L'Ultima notte d'amore - 3:19